# Brachiaria jubata
Brachiaria jubata là một loài thực vật có hoa trong họ Hòa thảo. Loài này được (Fig. & De Not.) Stapf mô tả khoa học đầu tiên năm 1919.